# Программа ABCANZ
Программа ABCANZ (англ. ABCANZ Armies, American, British, Canadian, Australian and New Zealand Armies' Program) — программа технического сотрудничества, направленная на оптимизацию взаимодействия и унификацию оборудования и обучения личного состава армий США, Великобритании, Канады, Австралии и Новой Зеландии, а также Корпуса морской пехоты США и Королевской морской пехоты Великобритании.
Начата в 1947 как продолжение тесного военного сотрудничества между вооружёнными силами США, Великобритании и Канады во время Второй мировой войны, в 1954 была заменена на «Основные концепции стандартизации». Австралия присоединилась к участию в программе в 1963, а в 1965 Австралия способствовала подключению к программе Новой Зеландии в качестве наблюдателя (в качестве полноправного члена Новая Зеландия вошла в программу в 2006). Первоначально роль программы ABCA была ограничена вопросами стандартизации военной техники, обучения личного состава и тактики. После терактов 11 сентября, в программу были внесены изменения с акцентом на повышении оперативности, актуальности и интероперабельности. Новая редакция программы была принята в июне 2004. Кроме того, в 2004 был подписан Меморандум о взаимопонимании между Корпусом морской пехоты и армией США, также направленный на повышение качества взаимодействия. Аналогичная процедура была осуществлена в Великобритании между Королевской морской пехотой и армией.
Наряду с программой ABCANZ, заключён ряд аналогичных соглашений между Австралией, Канадой, Новая Зеландией, Великобританией и США : AUSCANNZUKUS — соглашение о сотрудничестве между военно-морскими флотами, ASIC — соглашение о взаимодействии воздушных и космических сил, TTCP — программа технического сотрудничества военно-научных сообществ, UKUS SIGINT — соглашение о сотрудничестве в сфере радиоэлектронной разведки.